# Tomáš Rusňák
Tomáš Rusňák (* 28. Oktober 1986) ist ein slowakischer Crosslauf-Sommerbiathlet.
Tomáš Rusňák lebt in Spišská Nová Ves. Er nahm an den Sommerbiathlon-Europameisterschaften 2008 in Bansko teil und wurde 20. des Sprints und 25. des Verfolgungsrennens. Es dauerte einige Jahre, bis der Slowake bei den Sommerbiathlon-Europameisterschaften 2011 erneut bei einer internationalen Meisterschaft an den Start ging. Er wurde 27. des Sprints, 24. der Verfolgung und mit Vladimíra Točeková, Terézia Poliaková und Peter Ridzoň Staffel-Fünfter.